# 罗曼努斯四世
罗曼努斯四世·戴奥真尼斯（羅馬化：Rōmanos IV Diogenēs；约1030年—1072年），拜占庭帝国皇帝（1068年—1071年在位），原为卡帕多西亚的军事贵族，1068年迎娶君士坦丁十世的遗孀欧多西亚·玛克勒姆玻利提萨，被加冕为皇帝，与君士坦丁十世之诸子共治。在位期间多次领导对塞尔柱突厥人的军事行动，收復許多失地。1071年，罗曼努斯四世在曼齐刻尔特战役中战败，被塞尔柱帝國蘇丹阿爾普·阿爾斯蘭俘虏。罗曼努斯被释放时，君士坦丁十世的长子已被拥立为唯一皇帝，即米海尔七世。罗曼努斯被刺瞎双目，流放到马尔马拉海的普罗蒂岛（今土耳其克纳勒岛），直至去世。

## 註腳
1. ↑  Britannica.com[永久]，2013年7月17日查阅
2. ↑  陈志强.  (M) 1. 北京: 商务印书馆. 2003年: 274页. ISBN 7-100-03744-1.

## 资料来源

### 一手资料
- （英语）Comnena, Anna,

### 二手资料
- Dumbarton Oaks, : 785, 1973
- Canduci, Alexander, , Pier 9, 2010, ISBN 978-1-74196-598-8
- Cheynet, J.C.; Vannier, J.F., ,  40: 57–90, 2003 （法语）
- Finlay, George,  2, William Blackwood & Sons, 1854
- Garland, Lynda, , DIR, 25 May 2007  [2018-02-03], （原始内容存档于2016-05-06）
- Kazhdan, Alexander (编), , Oxford University Press, 1991, ISBN 978-0-19-504652-6
- Norwich, John Julius, , Penguin, 1993, ISBN 0-14-011448-3
- Norwich, John Julius, , Byzantium II, 1993b [1992]
- Soloviev, A.V., , Seminarium Kondakovianum, 1935, 7: 119–164 （法语）